# Kirari
Pour les articles homonymes, voir Kilari.
Kirari (希良梨), nom de scène de Kirari Toyomoto (豊元希良梨, Toyomoto Kirari, née le 23 octobre 1980 à Tōkyō, au Japon), est une actrice, chanteuse et compositrice japonaise, active de 1997 à 2000. Elle est l'une des héroïnes du film Love and Pop de Hideaki Anno en 1998, et joue dans cinq drama télévisés. Elle commence une carrière de chanteuse en 1999, interprétant notamment le titre Last Piece, premier générique de fin de la série anime Great Teacher Onizuka, et sort un album en 2000.  

## Filmographie
Film
- Love and Pop (1998)

Drama
- Tomodachi no koibito (1997)
- Gift (1997)
- Osorubeshi ! Otonashi Karensan (1998)
- Great Teacher Onizuka (1998)
- Kawaii dake ja dame kashira (1999)

## Discographie

### Singles
- Last Piece (01/09/1999) (générique de fin de Great Teacher Onizuka)
- To be Lover (26/11/1999)
- Toy Soldiers (10/05/2000) (reprise du titre de Martika)
- Living Love (27/09/2000)

### Album
- Kirariddim (21/06/2000)